# Gylippus quaestiunculus
Gylippus quaestiunculus es una especie de arácnido  del orden Solifugae de la familia Gylippidae.

## Distribución geográfica
Se encuentra en Turquía.